# マデリン・スチュアート
マデリン・スチュアート（Madeline Stuart, 1996年11月13日 - ）は、オーストラリアの女性ファッションモデル
。

## 来歴
オーストラリアのクイーンズランド州ブリスベンにて、ダウン症候群および先天性心疾患の障害を持って生まれる。障害を抱えながらも幸いなことに運動神経に恵まれ、誰からも愛される思いやりのある子として育つ。「バスケットボールの試合で相手チームの選手が転んだだけでも助けようと乗り出してしまうほど」であったという。また、幼いころ公園で遊んでいてもいじめられたり、仲間はずれにされるなど差別を受けたことは皆無であったと母親が語っている。
そのような彼女も食べることに夢中になり、太り過ぎた体型を年頃の女性として気にするようになる。そして17歳を過ぎたころ「モデルになりたい」と決意すると、親友やボーイフレンドに励まされながら、理解ある母親に支えられ食事制限とスポーツに励み、14か月かけて20キロの減量に成功する。その成果を2015年5月に母親がフェイスブックに投稿すると、1週間で2万人のフォロワーを獲得するなど注目を集め、即座にスウェーデンのメトロやイギリスのデイリー・メールなどのマスメディア、ティーンヴォーグやインスタイルといったファッション雑誌で取り上げられ、2つのブランドでキャンペーンモデルに起用される。
その後コスモポリタンによる取材に対し、「様々な依頼がある中で決まった」と母親が公表したとおり、同年9月13日にはニューヨーク・コレクションにてイタリアのブランド「FTL MODA」のランウェイに立った。アメリカでは彼女の名前を冠したブランドの高級ハンドバッグも登場した。その売上の5%は全米ダウン症協会に寄付されている。